# Neihuang
Neihuang (chinesisch 内黄县, Pinyin Nèihuáng Xiàn) ist ein Kreis in der chinesischen Provinz Henan. Er gehört zum Verwaltungsgebiet der bezirksfreien Stadt Anyang im Norden der Provinz. Die Fläche beträgt 1.161 Quadratkilometer und die Einwohnerzahl 667.100 (Stand: Ende 2018).
Die Sanyangzhuang-Stätte (三杨庄遗址,  Sanyangzhuang yizhi, englisch Sanyangzhuang site) aus der Zeit der Han-Dynastie steht seit 2006 auf der Liste der Denkmäler der Volksrepublik China (6-150).